# Dicranomyia (Melanolimonia) monkhtuyae
Dicranomyia (Melanolimonia) monkhtuyae is een tweevleugelige uit de familie steltmuggen (Limoniidae). De soort komt voor in het Palearctisch gebied.